# أغيتو (أرمينيا)
أغيتو (بالأرمنية: Աղիտու): هي قرية في بلدية سيسيان في مقاطعة سيونيك في أرمينيا. تقع على الضفة اليسرى لنهر فوروتان، على بعد 7 كيلومترات شرق العاصمة الإقليمية سيسيان.

## التاريخ
في الألفية الثانية إلى الأولى قبل الميلاد، كانت أراضي أغيتو واحدة من المعاقل الجنوبية لاتحاد إيتيوني في أرمينيا، مع وجود أطلال أثرية لقلعة من تلك الفترة الزمنية تقع في القرية.

## التركيبة السكانية
أفادت اللجنة الإحصائية الأرمينية أن عدد سكانها بلغ 304 نسمة في 2010، ارتفاعًا عن 209 نسمة في تعداد عام 2001.
فيما قبل 1988، كانت القرية مأهولة جزئيًا بالأذربيجانيين، الذين استقروا هناك من نخجوان وإيران ومناطق أخرى.